# Rudolf Hiden
Rudolf Hiden (* 19. März 1909 in Graz, Österreich-Ungarn; † 11. September 1973 in Wien; eigentlich Josef Rudolf Hiden, französisch auch Rodolphe Hiden) war ein österreichischer und französischer Fußballspieler, -trainer und Tormann des Wunderteams.

## Karriere in Österreich
Rudolf Hiden, genannt Rudi, war bereits mit 16 Jahren die Tormannsensation von Graz. Der Bäckerlehrling wurde vom GAK Jugendbetreuer Oppitz vom Mittelstürmer zum Tormann umgeschult. 1927 wechselte er als 18-Jähriger vom Grazer AK für eine Ablöse von 500 Schilling zum damaligen Spitzenklub Wiener AC. Er war einer der besten Torhüter seiner Zeit, sehr faust- und fangsicher, mutig und besonders stark im Herauslaufen und in der Luft. Von Zeitgenossen wurde er aber auch als sehr robust bis brutal beschrieben und war von Stürmern gefürchtet.
Sein Einstand beim Wiener AC verlief alles andere als ermutigend für den jungen Tormann. Hiden fabrizierte just bei seinem Debüt für die Wiener Mannschaft das erste „Steirertor“ der Geschichte. Den Begriff selbst, der sich im österreichischen Fußballjargon für ein vermeidliches, leicht zu haltendes bzw. sogar dummes und unnötiges Tor einbürgerte, prägte sein damaliger Mitspieler Karl Sesta. Eine bekannte Geschichte erzählt: Als Rudolf Hiden 1927 bei seinem ersten Spiel für den Wiener AC einen haltbaren Schuss eines nicht mehr namentlich bekannten Gegenspielers passieren ließ, ätzte sein Vordermann und Verteidiger Karl Sesta sichtlich erregt: „So a Türl kann a nur a Steirer kriegen!“ („So ein Tor kann nur ein Steirer bekommen!“) Die Authentizität dieses Vorfalls gilt jedoch als zweifelhaft, die Wortherkunft an sich ist nicht bekannt.
Das Steirertor war geboren. Das tat der Karriere des jungen Spielers jedoch keinen Abbruch. Er setzte sich durch und wurde für die nächsten Jahre ein unverzichtbarer Bestandteil der Wiener Mannschaft.
Seine größten Erfolge mit dem Wiener AC feierte Rudi Hiden zu Beginn der 1930er Jahre.
Bereits 1928 stand er mit dem WAC im Finale des Wiener Cups, verlor jedoch das Spiel mit seiner Mannschaft knapp mit 1:2 gegen den SK Admira Wien. 1931 gewann er dafür den österreichischen Cupbewerb und erreichte mit dem WAC auch das Finale im Mitropacup. Dort unterlag der Wiener AC jedoch dem First Vienna Footballclub mit 2:3 in Zürich und 1:2 in Wien.

## Hidens Karriere in der Nationalmannschaft
Bereits mit 19 Jahren feierte Rudi Hiden am 6. Mai 1928 sein Debüt in der österreichischen Nationalmannschaft beim 3:0-Sieg gegen Jugoslawien in Wien. Danach dauerte es zwei Jahre, bis er von Hugo Meisl wieder in die Nationalmannschaft einberufen wurde, der bis dahin lieber dem bisherigen Teamtormann Friedrich Franzl vertraute. Am 23. März 1930 bestritt Hiden sein zweites Länderspiel. Österreich und die Tschechoslowakei trennten sich in Prag 2:2. Rudi Hiden überzeugte trotz zweier Gegentore, die von seinen Vorderleuten verschuldet wurden, mit Glanzleistungen. Seine größte Tat in diesem Spiel war die Abwehr einer misslungenen Flanke seines Teamkollegen und Teamdebütanten Leo Machu, womit er ein Eigentor der Österreicher verhinderte. Mit diesen Leistungen überzeugte der Grazer auch den Verbandskapitän Hugo Meisl und war von nun an der Standardtormann der österreichischen Nationalmannschaft.
Das dritte Länderspiel bestritt Rudolf Hiden am 23. März 1930 gegen England. Österreich und England trennten sich in Wien mit 0:0, ein Verdienst, das vor allem dem Tormann zuzuschreiben war, der mit unglaublichen Paraden die sturmstarken Engländer zur Verzweiflung brachte. Hiden erhielt bereits nach dem Spiel Angebote von englischen Klubs und unterschrieb noch im selben Jahr bei Arsenal London. Um als ausländischer Fußballprofi bei einem englischen Verein spielberechtigt zu sein, brauchte es damals eine Arbeitsbewilligung, deren Vergabe jedoch sehr restriktiv gehandhabt wurde. Der Nationaltorhüter aus Österreich erhielt diese Arbeitsbewilligung nicht und musste unverrichteter Dinge wieder in seine Heimat zurückkehren.

### Mitglied des Wunderteams
Am 16. Mai 1931 erlebte Rudi Hiden mit dem unglaublichen 5:0-Erfolg in Wien gegen Schottland die Geburtsstunde des Wunderteams. Zu diesem Zeitpunkt war er erst 22 Jahre alt und hatte sieben Einsätze in der österreichischen Fußballnationalmannschaft hinter sich. Mit Hiden als Rückhalt, Schramseis, und Blum in der Abwehr, Braun, Smistik und Gall als Läufer sowie Zischek, Gschweidl, Sindelar, Schall und Vogl im Sturm starteten die Österreicher damals eine beeindruckende Siegesserie. Das Wunderteam sorgte mit Erfolgen gegen Deutschland (5:0 und 6:0), Schweiz (8:1), Italien (2:1), Ungarn (8:2), Belgien (6:1) und Frankreich (4:0) für Jubelstimmung in ganz Österreich.
Der Grazer hütete auch im historischen Spiel gegen England am 7. Dezember 1932 das österreichische Tor, konnte jedoch trotz Glanzleistungen die knappe 3:4-Niederlage des Wunderteams nicht verhindern. Viele meinten nach dieser Niederlage, dass Trainer Jimmy Hogan die österreichischen Spieler mit seinen Warnungen und seiner immer wieder zum Ausdruck gebrachten Bewunderung für den britischen Fußball zu sehr verängstigt habe. Erst in der zweiten Hälfte konnte das österreichische Team das Spiel an sich reißen und brachte die Engländer mit Toren von Zischek, Sindelar und Schall noch in ärgste Bedrängnis. Das Spiel, das vor 70.000 Zuschauern an der Stamford Bridge, der Anlage von Chelsea London ausgetragen wurde, ging als die glorreichste Niederlage Österreichs in die Fußballgeschichte ein.
Das wichtigste Spiel seiner Karriere in der Nationalmannschaft wurde für Rudi Hiden jedoch das Länderspiel am 12. Februar 1933 gegen Frankreich im Pariser Prinzenparkstadion. Die österreichische Mannschaft fertigte die Franzosen durch Tore von Sindelar, Zischek, Weselik und Schall mit 4:0 ab. Im Gegenzug machte Rudolf Hiden die wenigen Angriffe der Franzosen mit spektakulären Paraden zunichte und erweckte damit das Interesse des Präsidenten von Racing Club de Paris, Jean Bernard-Lévy. Dieser unterbreitete dem österreichischen Tormann ein Angebot, das Hiden sofort annahm. Hiden beendete mit diesem Spiel seine Karriere in der österreichischen Nationalmannschaft und wechselte noch 1933 für eine Ablösesumme von 80.000 Francs vom Wiener AC nach Paris.

## Karriere in Frankreich
In seiner ersten Saison in Paris belegte Rudi Hiden mit seinem neuen Verein den 11. Rang in der Division 1 und kam ins Achtelfinale des französischen Pokalbewerbs. Im Spieljahr 1934/35 kam Hiden auf 28 Einsätze in der Meisterschaft und führte den RC Paris bereits auf den dritten Tabellenrang. Sein erfolgreichstes Jahr in Frankreich wurde 1936, in welchem er mit den Parisern sowohl französischer Meister als auch Pokalsieger werden konnte. Ebenfalls in der damaligen Meister- und Pokalsiegermannschaft mit dabei war der gebürtige Linzer Gusti Jordan. In den folgenden Jahren lief es in der Meisterschaft nicht mehr so gut, der Racing Club belegte lediglich die Plätze 3 (1937 und 1939), 13 (1938) und 9 (1940). Dafür hielten sich die Hauptstädter wiederum in der Coupe de France schadlos, die sie 1939 und 1940 für sich entscheiden konnten. Besonders im spannenden Endspiel von 1940, das am 5. Mai im Pariser Prinzenparkstadion gegen Olympique Marseille ausgetragen wurde, zeichnete sich Hiden mit spektakulären Aktionen aus und feierte mit seiner Mannschaft den bereits dritten Pokalsieg in seiner Ära in Frankreich.
Hiden, der bereits 1937 französischer Staatsbürger wurde und sich seitdem Rodolphe nannte, kam am 18. Jänner 1940 sogar zu seiner ersten und einzigen Teamberufung für die Équipe Tricolore. Im Pariser Prinzenparkstadion gewann der mittlerweile 31-jährige, aber noch immer sprunggewaltige Torhüter mit der französischen Nationalmannschaft, in der auch seine beiden Vereinskollegen und gebürtigen Österreicher Auguste Jordan und Henri Hiltl standen, das Länderspiel gegen Portugal mit 3:2.
Nach Abschluss der Saison 1939/40 beendete Hiden seine Karriere als Fußballer und wechselte in das Traineramt, das er allerdings nur mit sehr mäßigem Erfolg ausübte.

## Leben und Tod

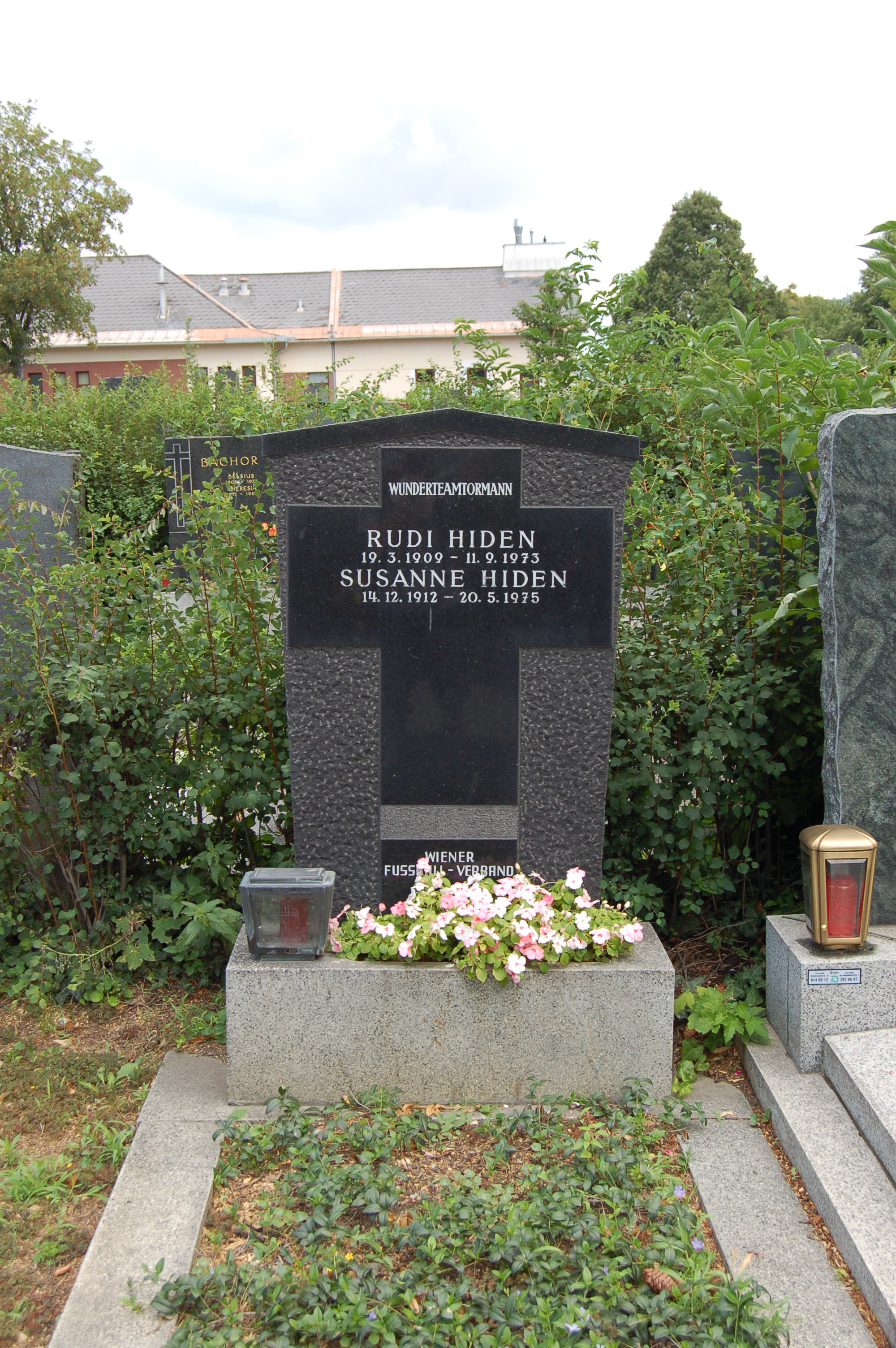
Grabmal von Rudolf Hiden

So erfolgreich seine Karriere als Fußballer verlief, so tragisch verlief Hidens Leben als Privatmann und Mensch. Als der einfache Bäckergeselle als junger Mann von Graz nach Wien kam und Karriere machte, spielte er sich vor allem auch in die Herzen der weiblichen Fangemeinde. Aufgrund seines Aussehens und seines eleganten Auftretens wurde er sogar als der Abgott der weiblichen Fans und als der Beau des Wunderteams bezeichnet. Hiden liebte bereits sehr früh das mondäne Leben und bewegte sich gerne im Kreis der Schickeria. In Paris eröffnete er nach seinem Engagement bei Racing Club eine schmucke Bar, in der die „haute société“ ein und aus ging. Er steckte sein ganzes Geld in diese Bar, konnte sich als Geschäftsmann jedoch nicht behaupten und erlitt bald Schiffbruch. Nach Ende seiner Spielerlaufbahn fiel der einstige Beau so tief, dass er sich zeitweilig sogar als Elfmeterkiller beim Publikumsschießen im Zirkus seinen Lebensunterhalt verdienen musste. Nachdem er sich wieder aufgerappelt hatte, verdiente er sich sein Geld als Trainer bei zweit- und drittklassigen italienischen Vereinen, die er meist nach einer Saison wieder verlassen musste.
1962 kehrte Hiden nach Österreich zurück; er versuchte sich als Hotelier am Wörthersee, als er am 24. März in Hörtendorf eine Sportpension eröffnete, wo für sportliche Betätigungen mit Anlagen für Minigolf, Tischtennis und Federball sowie einer französischen Kegelbahn gesorgt war. Ein Intermezzo, das jedoch ebenso schnell scheiterte wie sein Versuch in Paris, eine Bar zu führen. Mit ein Grund für dieses Scheitern mag auch seine fortgeschrittene Krebserkrankung gewesen sein, die dem einstmals umjubelten Star das Leben zur Qual machte. Am 25. Januar 1968 kehrte er endgültig nach Österreich zurück, benötigte sogar eine Aufenthaltsbewilligung und wurde erst 1970 wieder eingebürgert; dies war auch eine Voraussetzung, um eine Invalidenrente beziehen zu dürfen. Sein ehemaliger Klub Wiener AC unterstützte ihn mit einer 3.000-Schilling-Spende und richtete ein Spendenkonto ein. So erhielt er aus aller Welt Spendengelder und der ehemalige Teamchef Karl Geyer, ehemaliger Klubkollege Hidens, stellte ihm in der Wittelsbachstraße eine Wohnung zur Verfügung. 1972 musste ihm der Wiener Chirurg Prof. Chiari das rechte Bein amputieren. Ein Jahr später, am 11. September 1973, verstarb Rudi Hiden völlig vergessen von der Öffentlichkeit in Wien. Der damalige Bundeskanzler Bruno Kreisky sorgte für das Begräbnis des verarmten Stars und ließ Hidens französische Frau mit einer Ehrenpension ausstatten. Hidens Grabstelle befindet sich auf dem Stammersdorfer Zentralfriedhof.
Im Jahr 2005 wurde in Wien-Donaustadt (22. Bezirk) die Rudi-Hiden-Gasse nach ihm benannt.

## Erfolge als Spieler
- 2 × Steirischer Landesmeister: 1926, 1927 (Grazer AK)
- 1 × Steirischer Pokalsieger (inoffiziell): 1927 (Grazer AK)
- 2 × Österreichisches Cupfinalist: 1928, 1932 (Wiener AC)
- 20 Länderspiele für die Österreichische Nationalmannschaft von 1928 bis 1933
- 1 × Österreichischer Cupsieger: 1931 (Wiener AC)
- 1 × Mitropacup-Finale: 1931 (Wiener AC)
- 1 × Französischer Meister: 1936 (RC Paris)
- 3 × Französischer Pokalsieger: 1936, 1939, 1940 (RC Paris)
- 1 Länderspiel für die Französische Nationalmannschaft im Jahr 1940